# Нікола Васіль
Нікола  Васіль (босн. Nikola Vasilj; нар. 2 грудня 1995, Мостар, Боснія і Герцеговина) — боснійський та хорватський футболіст, воротар німецького клубу «Санкт-Паулі» та збірної Боснії і Герцеговини.

## Клубна кар'єра
Футбольну кар'єру розпочав у клубі «Меджугор'є». 1 липня 2010 року перейшов до юнацької команди «Зриньські», а 14 серпня 2012 року був переведений до першої команди. Дебютував за головну команду клубу 10 квітня 2013 року в нічийному (0:0) виїзному поєдинку 21-го туру Прем'єр-ліги проти сараєвського «Желєзнічара». Нікола вийшов на поле в стартовому складі та відіграв увесь матч. Основним воротарем команди не став, у сезонах 2012/13 та 2013/14 років зіграв 12 матчів (10 з яких — у сезоні 2012/13 років). Для отримання ігрової практики двічі відправлявся в оренду. Вперше, 30 липня 2014 року, перейшов до «Іґмана» (Коніц) з Першої ліги Федерації Боснії і Герцеговини. У команді дограв до завершення сезону, зіграв у 24-х матчах національної першості. Вдруге, 1 липня 2015 року, до іншого мостарського клубу, «Бранітелж», з Першої ліги Федерації Боснії і Герцеговини. У новій команді провів першу частину сезону 2015/16 років, за цей час у Першій лізі зіграв 13 матчів. На початку січня 2016 року повернувся у «Зриньські», проте стати основним воротарем команди не зумів (за півтора сезони зіграв 5 матчів у Прем'єр-лізі).
З квітня по липень 2017 року перебував без клубу, допоки не приєднався до другого складу німецького «Нюрнберга», який виступав у Регіоналлізі. За нову команду дебютував 23 вересня 2017 року в програному виїзному поєдинку 12-го туру проти «Інгольштадта II» (2:1).  Васіль вийшов на поле на 46-й хвилині, замінивши Акселя Гофманна. У команді провів два сезони, за цей час у Регіоналлізі зіграв 42 матчі. 16 липня 2019 року отримав статус вільного агента.
На початку липня 2019 року прибув на перегляд до луганської «Зорі», а вже 16 липня підписав з нею 2-річний контракт.
У травні 2021 року в статусі вільного агента перейшов до німецького клубу «Санкт-Паулі».

## Кар'єра в збірній
Викликався до юнацьких збірних Боснії і Герцеговини U-18 та U-19. У футболці молодіжної збірної Боснії і Герцеговини дебютував 13 серпня 2013 року в нічийному (1:1) домашньому товариському поєдинку проти чорногорської молодіжки. Васіль вийшов на 81-й хвилині, замінивши Кристіяна Жаяла. У складі боснійської молодіжки провів 4 поєдинки. 

## Особисте життя
Нікола син хорватського футболіста Владимира Василя, який також виступав на позиції воротаря.

## Досягнення
- Прем'єр-ліга Боснії і Герцеговини
  -  Чемпіон (6): 2013/14, 2015/16, 2016/17